# Override

Immagine che mostra l'override di un metodo

Nella programmazione orientata agli oggetti, l'override è un'operazione di riscrittura di un metodo ereditato.
In essa assume notevole importanza la possibilità di creare classi a partire da classi già esistenti (ereditarietà). La classe nuova che eredita quella esistente può avere metodi ereditati che possono essere riscritti per le nuove necessità.

## Esempio in Java
Definiamo ora la prima classe, Punto:
```
public
 
class
 
Punto
 
{

     
private
 
int
 
a
,
 
b
;

     
public
 
Punto
 
(
int
 
a
,
 
int
 
b
)
 
{
 

           
this
.
a
 
=
 
a
;

           
this
.
b
 
=
 
b
;

    
}

     
public
 
void
 
setA
 
(
int
 
a
)
 
{

           
this
.
a
 
=
 
a
;

    
}

     
public
 
int
 
getA
 
()
 
{

           
return
 
a
;

    
}

     
public
 
void
 
setB
 
(
int
 
b
)
 
{

           
this
.
b
 
=
 
b
;

    
}

     
public
 
int
 
getB
 
()
 
{

           
return
 
b
;

    
}

     
public
 
double
 
distanza_origine
 
()
 
{

           
int
 
x
 
=
 
(
a
*
a
)
+
(
b
*
b
);

           
return
 
Math
.
sqrt
(
x
);

    
}

}

```

Ora implementiamo invece la classe Punto3D che eredita dalla classe Punto
```
public
 
class
 
Punto3D
 
extends
 
Punto
 
{

    
private
 
int
 
c
;

    
public
 
Punto3D
 
(
int
 
a
,
 
int
 
b
,
 
int
 
c
)
 
{
 

       
super
 
(
a
,
 
b
);

       
this
.
c
 
=
 
c
;

    
}

    
public
 
void
 
setC
 
(
int
 
c
)
 
{

       
this
.
c
 
=
 
c
;

    
}

    
public
 
int
 
getC
 
()
 
{

       
return
 
c
;

    
}

    
public
 
double
 
distanza_origine
 
()
 
{

       
int
 
x
 
=
 
(
getA
()
 
*
 
getA
())
 
+
 
(
getB
()
 
*
 
getB
())
 
+
 
(
c
 
*
 
c
);

       
return
 
Math
.
sqrt
(
x
);

    
}

}

```

È stato possibile ridefinire il blocco di codice del metodo distanza_origine() per introdurre la terza coordinata (variabile c), affinché il calcolo della distanza sia eseguito correttamente nella classe Punto3D.
La chiamata al costruttore della superclasse è avvenuta attraverso una sintassi speciale che sfrutta il super. Tale istruzione (super(a, b)) deve essere la prima del costruttore e non potrà essere inserita all'interno di un metodo che non sia un costruttore.
L'override impone delle regole da seguire:
- Il metodo ridefinito ha la stessa forma del metodo originale della superclasse;
- Il metodo ridefinito nella sottoclasse non deve essere meno accessibile del metodo originale della superclasse. Per esempio, se un metodo ereditato è dichiarato protetto, non si può ridefinire privato, semmai pubblico;
- Il tipo di ritorno del metodo deve coincidere con quello del metodo che si sta riscrivendo.

In realtà, dalla versione 5 di Java in poi, il tipo di ritorno del metodo può coincidere anche con una sottoclasse del tipo di ritorno del metodo originale. In questo caso si parla di "tipo di ritorno covariante". Per esempio, sempre considerando il rapporto di ereditarietà che sussiste tra le classi Punto e Punto3D, se nella classe Punto fosse presente il seguente metodo:
```
public
 
Punto
 
getAddress
()
 
{

    
return
 
this
;

}

```

allora sarebbe legale implementare il seguente L'override nella classe Punto3D
```
public
 
Punto3D
 
getAddress
()
 
{

    
return
 
this
;

}

```

## Annotazione sull'override
Uno degli errori più comuni che può commettere un programmatore è sbagliare un override. Ovvero ridefinire in maniera non corretta un metodo che si vuole riscrivere in una sottoclasse, magari digitando una lettera minuscola piuttosto che maiuscola, o sbagliando il numero di parametri in input. in tali casi il compilatore non segnalerà errori, dal momento che non può intuire il tentativo di override in atto. Quindi, per esempio, il seguente codice in Java:
```
public
 
class
 
MiaClasse
 
{

     
...

     
public
 
String
 
tostring
()
 
{
 
// per avere l'override, si dovrebbe scrivere toString e non tostring

           
...

    
}

}

```

è compilato correttamente, ma non sussisterà nessun override in MiaClasse. Il grosso problema è che questo errore si presenterà in fase di esecuzione e non è detto che lo si riesca a correggere velocemente. Per ovviare a questo problema, occorre utilizzare l'annotazione @Override presente nel package java.lang.. Tale annotazione serve a marcare i metodi che vogliono essere la riscrittura di metodi ereditati. Essa richiede l'uso di un carattere del tutto nuovo alla sintassi Java: @. Nel nostro esempio, il metodo verrà marcato nel seguente modo:
```
public
 
class
 
MiaClasse
 
{

     
...

     
@Override

     
public
 
String
 
toString
()
 
{
 

           
...

    
}

}

```

Se si violasse qualche regola dell'override, otterremo un errore direttamente in compilazione.